# Bernar Venet

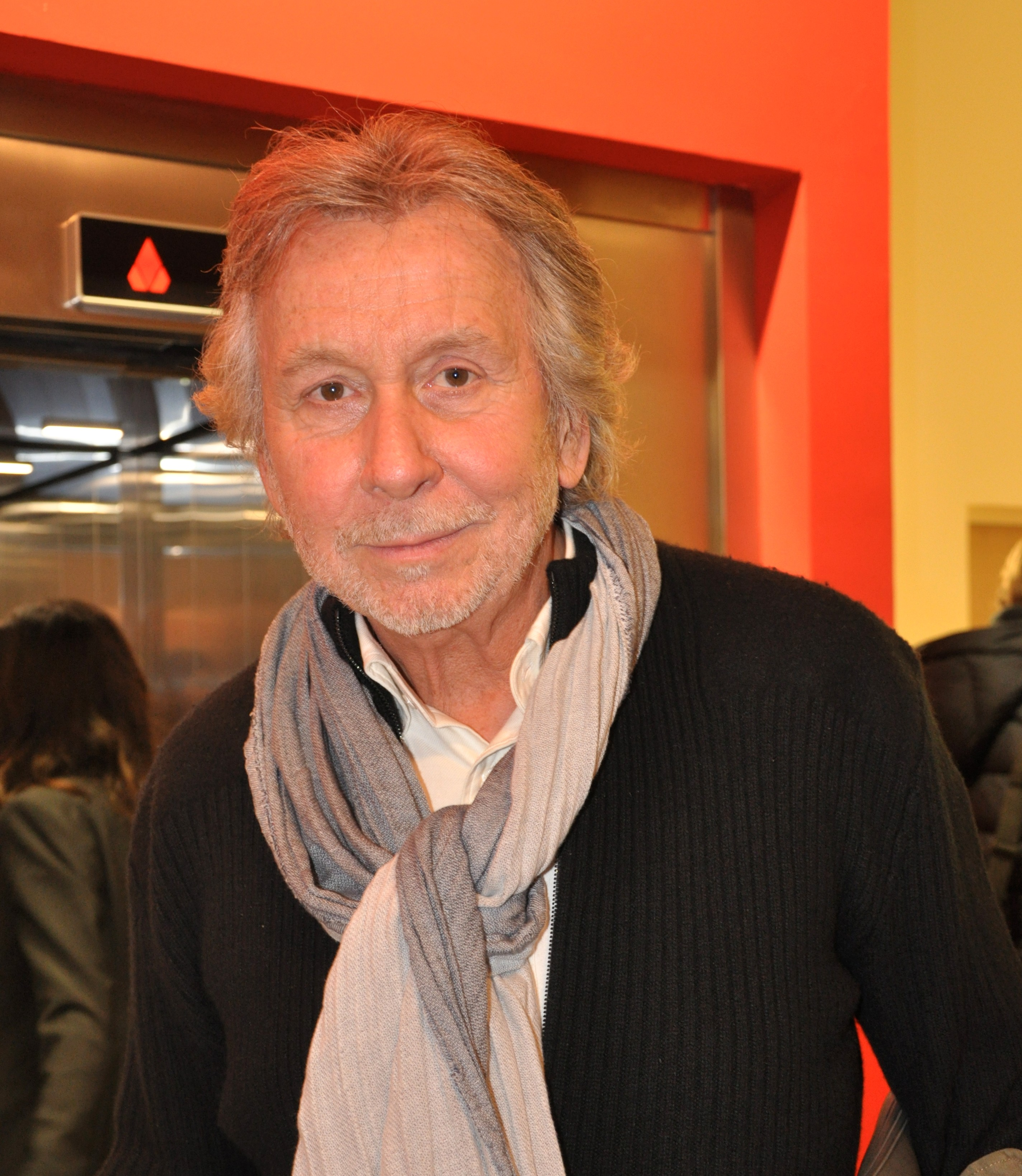
Bernar Venet, 2013

Bernar Venet (* 20. April 1941 in Château-Arnoux, Frankreich) ist ein französischer Bildhauer und Konzeptkünstler. Er gilt als einer der international herausragenden Bildhauer der Gegenwart. Seine Stahlskulpturen sind in vielen internationalen Museen, Privatsammlungen und im öffentlichen Raum vertreten.

## Leben
Bernar Venet widmete sich vom zehnten Lebensjahr an der Malerei. Nach dem Schulbesuch studierte er 1958 in Nizza an der städtischen Schule für Gestaltende Kunst. Er war im Anschluss bis 1963 als Bühnenbildner an der Oper Nizza tätig. Venet begann nach seinem 1961 absolvierten Wehrdienst künstlerisch zu arbeiten und nahm 1964 am Salon Comparaison des Musée d’art moderne de la Ville de Paris teil. Er widmete sich in den 1960er Jahren der Auseinandersetzung mit Malerei, Zeichnung und Fotografie, konzipierte ein Ballett und zog sich 1971 von der künstlerischen Tätigkeit zurück. Venet konzentrierte sich auf kunsttheoretische Fragen, unterrichtete 1974 an der Pariser Universität Sorbonne Kunst und Kunsttheorie. Er arbeitet seit 1976 wieder künstlerisch. 1977 war er Teilnehmer der documenta 6 in Kassel und 1978 der Biennale Venedig. 1966 siedelte Venet nach New York um.

## Werk
Bernar Venet arbeitete zu Beginn seiner Karriere in den frühen 1960ern mit Teer, den er zu monochromen Tafelbildern verarbeitete. Parallel entstanden gestische Bilder, Kartonreliefs und Fotografien. Während seiner fünfjährigen „kreativen Pause“ widmete sich Venet physikalischen und mathematischen Fragen, unterrichtete an der Sorbonne Kunsttheorie und erschloss für sich die Linie als künstlerische Herausforderung. Sie ist in seinen Stahlskulpturen der Gegenstand, mit dem er sich mit den Phänomenen Zeit, Raum und Bewegung auseinandersetzt. Seine Kenntnisse der Mathematik und Physik spielen hierbei eine große Rolle, aber auch die Frage des Zufalls.
Als Venet 1976 wieder künstlerisch zu arbeiten begann, schuf er zunächst Gemälde und Holzreliefs. Dann begann er, Stahlskulpturen herzustellen. 1988 trat er mit dem 1966 kreierten Ballett Graduation hervor, das an der Pariser Oper aufgeführt wurde, eine Art Gesamtkunstwerk mit der Musik, der Ausstattung und der Choreografie von Venet. Auch in der Folge komponierte Venet (u. a. zwei CDs im Jahr 1991) und blieb trotz der Konzentration auf die Bildhauerei auch der Malerei und der Fotografie verbunden; außerdem produzierte er Filme. So nahm er z. B. 1993 am Festival für Künstlerfilme in Montreal, mit seinem Werk „Gerollter Stahl XC-10“ teil.

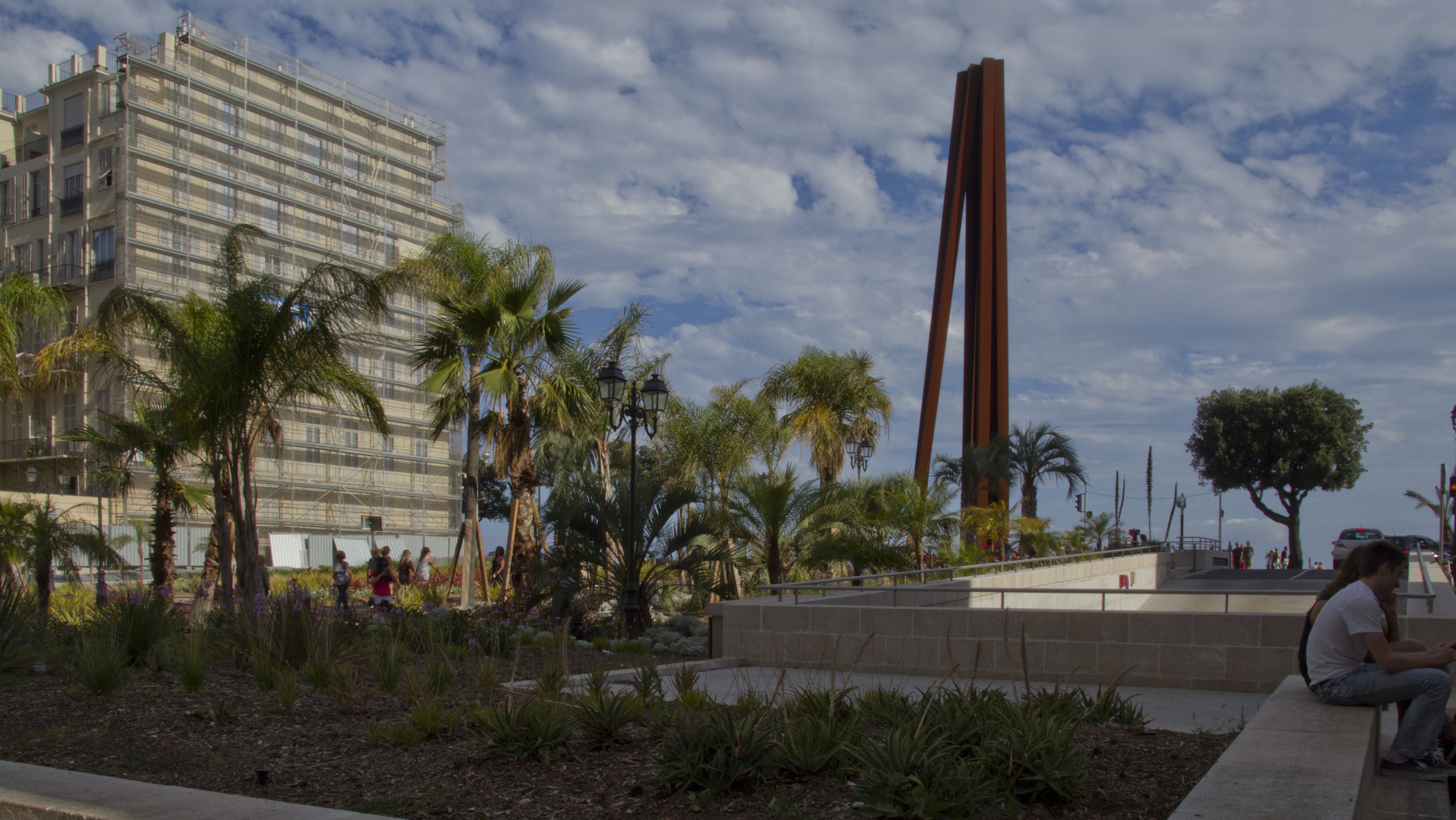
Neuf lignes obliques, Quai des États-Unis, Nizza

In den 1990er Jahren erreichte Venet in großem Maße internationale Resonanz. Er stellte in Europa sowie in Nord- und Südamerika aus. Während er oft ausschließlich als Bildhauer wahrgenommen wird, verfolgte er systematisch seine anderen künstlerischen Ausdrucksformen. 2001 dokumentiert eine Veröffentlichung seine vielfältigen Design-Entwürfe. Im gleichen Jahr wurde in Château-Arnoux, seinem Geburtsort, die Kapelle Saint-Jean eröffnet, deren Glasfenster und Ausstattung von Venet entworfen wurden. In diesen Jahren erhielt er Aufträge für viele Skulpturen auf öffentlichen Plätzen, z. B. Köln (1999), Paris (Am Triumphbogen, 2002), Nizza und Luxemburg (2003), New York (2004).
In Deutschland ist Venet insbesondere durch die vom französischen Staat 1987 gestiftete 20 m hohe Skulptur Arc de 124,5° in Berlin präsent (Geschenk Frankreichs an Berlin zur 750-Jahr-Feier, Standort auf dem Mittelstreifen der Straße An der Urania, gegenüber der namensgebenden Berliner Urania). Für Bonn hat er den ARC ‘89 geschaffen. Die monumentale Skulptur aus 14 Stahlbögen mit einer Gesamthöhe von 17 Metern steht auf dem großen Kreisverkehrsplatz an der B9/Museumsmeile (Trajektknoten).
2019 wurde rechts und links der E 411 bei Lavaux-Sainte-Anne in Belgien der Arc Majeur installiert. Mit 60 m Höhe auf der einen und 20 m Höhe auf der gegenüberliegenden Seite ist er eine der höchsten Skulpturen im öffentlichen Raum in Europa.

## Fotogalerie

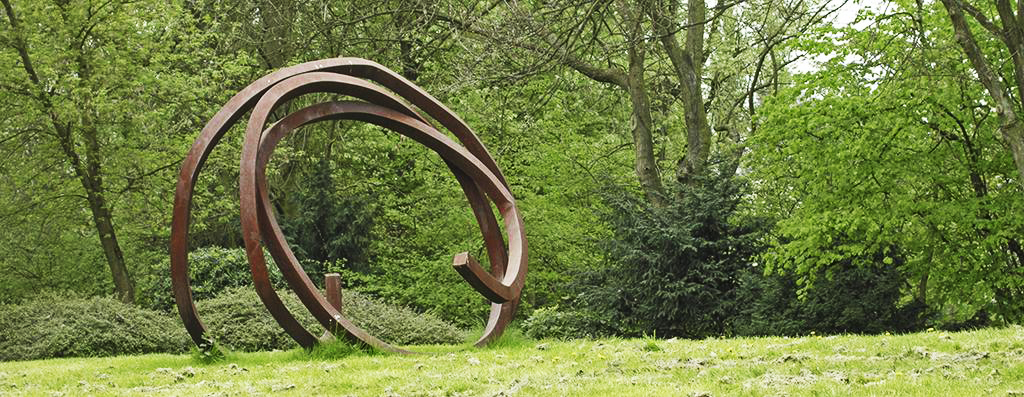
Unbestimmte Linie, 1987; Park des Museum Quadrat, Bottrop
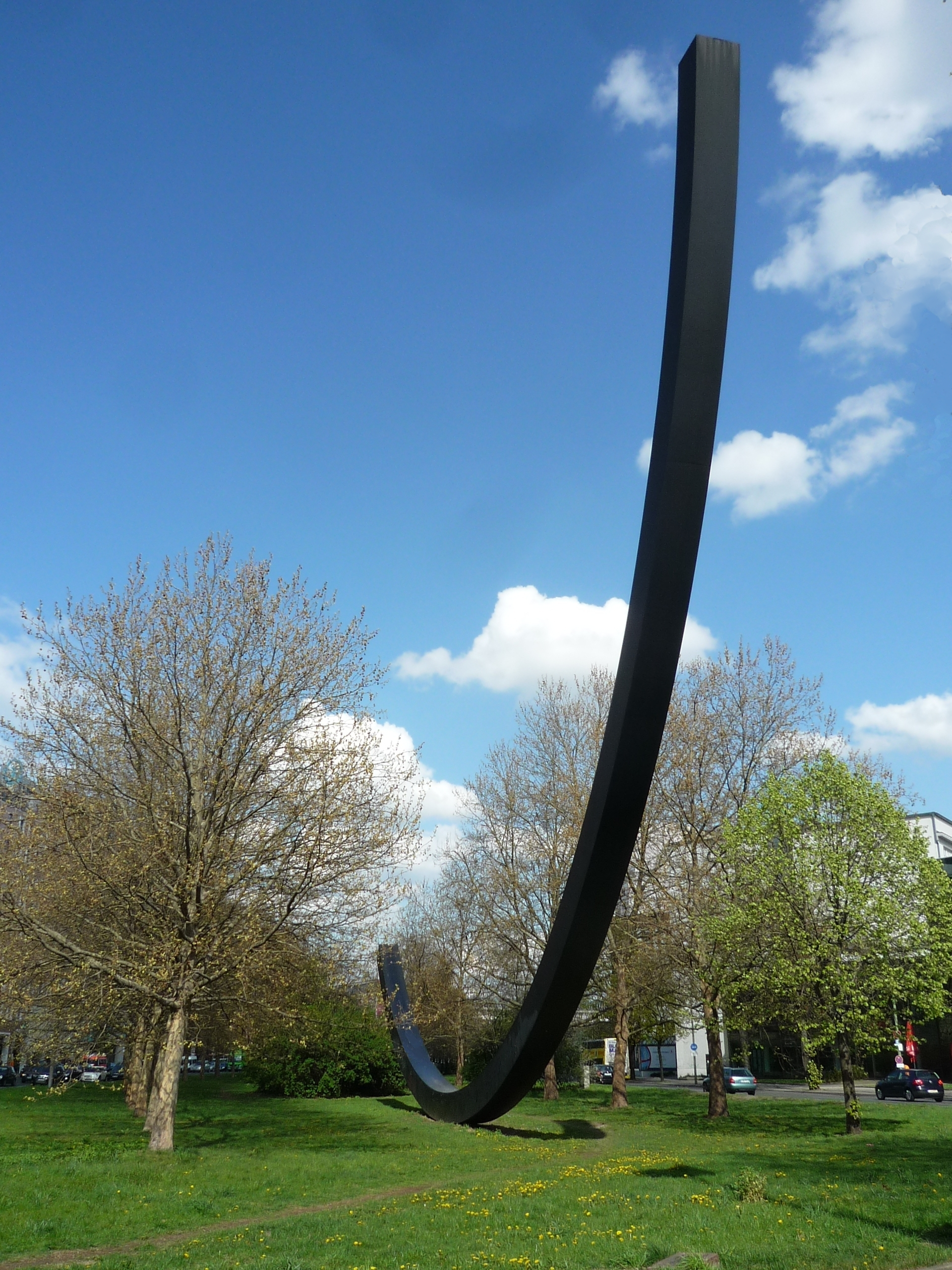
Arc de 124,5° Berlin-Schöneberg, an der Urania
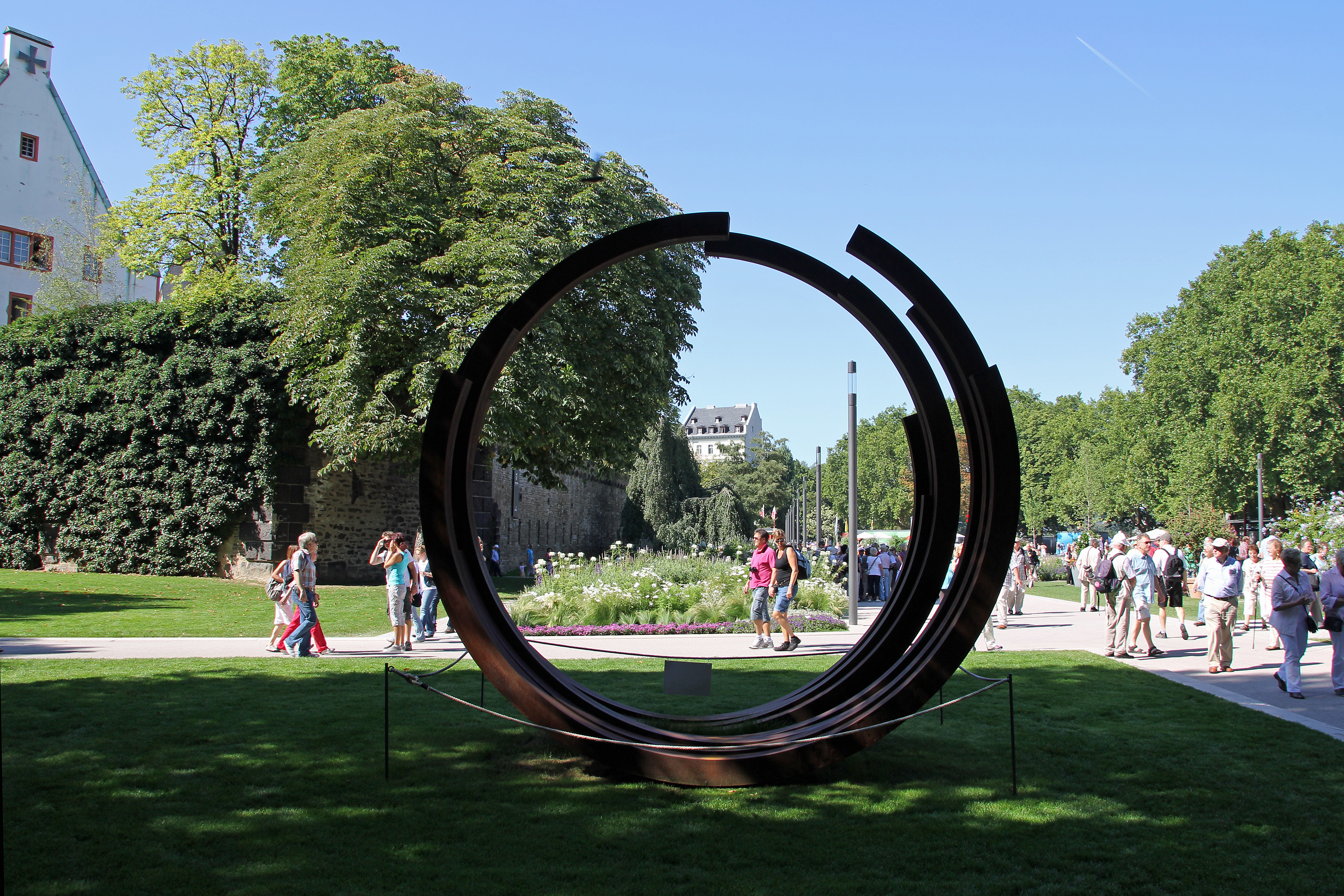
Skulptur 224.5° Arc x 5 et 225° Arc x 5, ' Ludwig Museum Koblenz
Installation 2011, Place d’Armes, Versailles
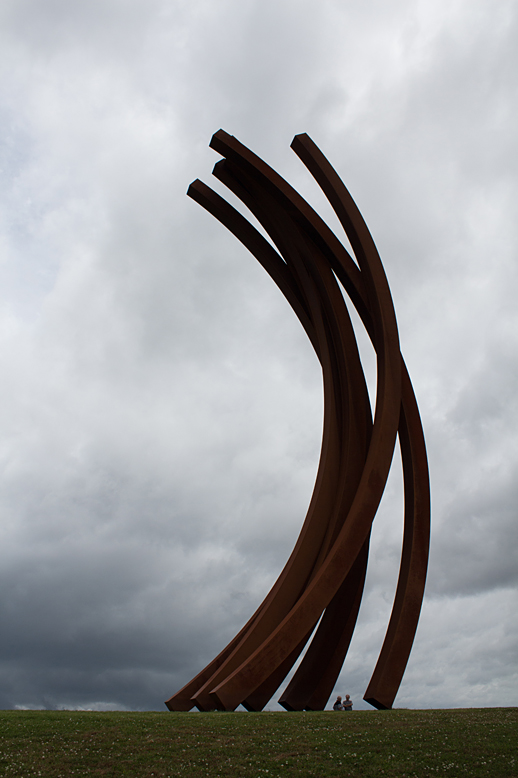
88.5° ARC x 8; Gibbs Farm, Kaipara Harbour, Neuseeland
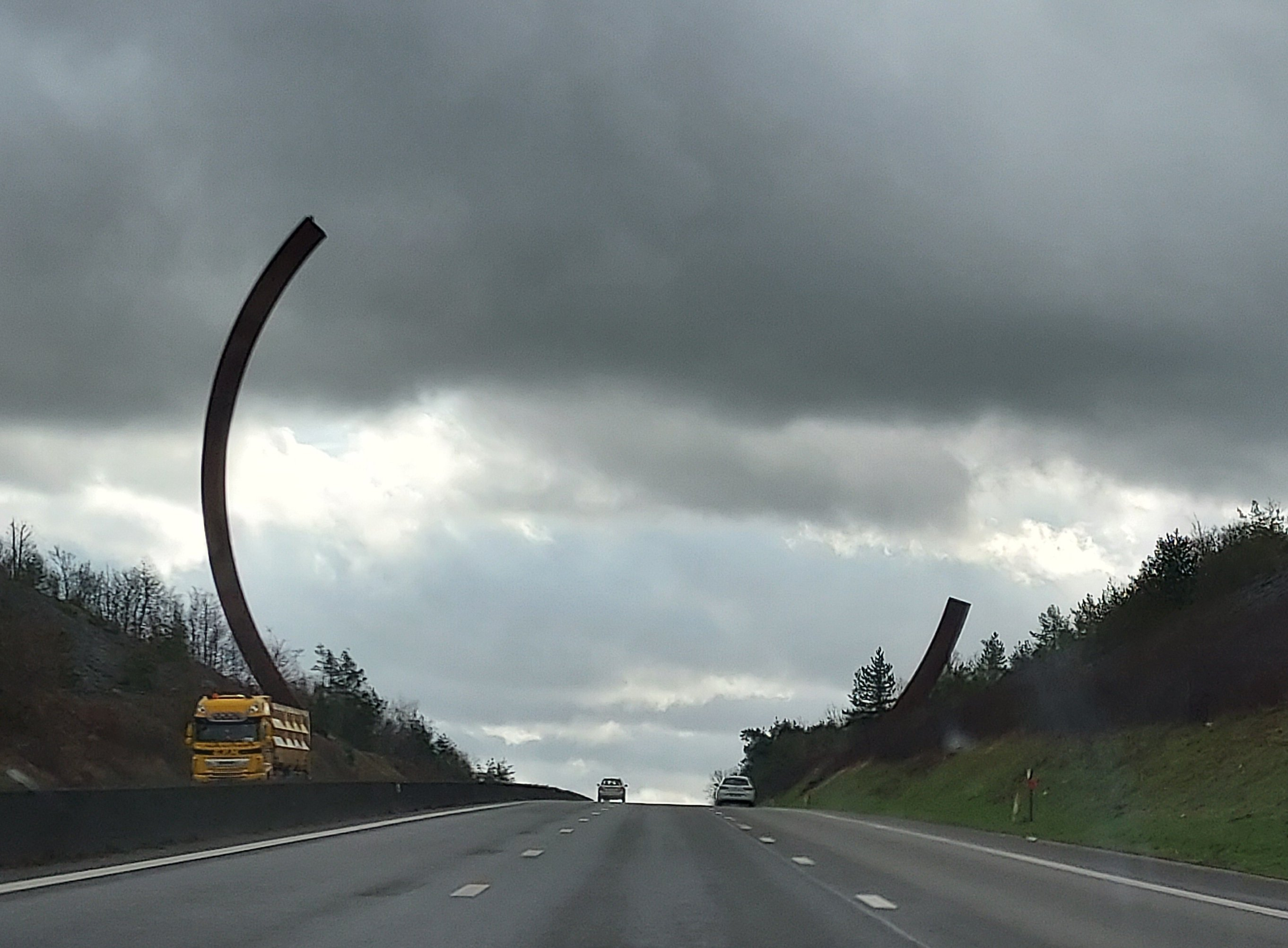
Arc Majeur Europastraße 411 in Belgien
Arcs in disorder, 2006, Ausstellung 2007 Museum Kueppersmühle Duisburg
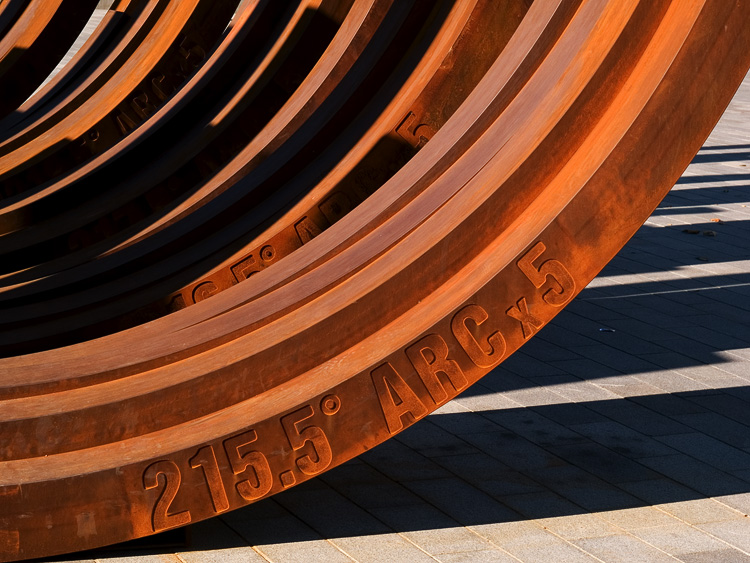
Arcs (detail), Ausstellung 2007, Duisburg

## Ausstellungen (Auswahl)
- 1968: Prospekt 1968, Düsseldorf
- 1970: Museum Haus Lange, Krefeld
- 1975: Museum für moderne Kunst, Rio de Janeiro, Brasilien
- 1976: La Jolla Museum für die Kunst der Gegenwart, La Jolla, USA
- 1977: documenta 6, Kassel
- 1984: Museum Sainte-Croix, Poitiers, Frankreich
- 1987: Museum Quadrat, Bottrop
- 1989: Zentrum für zeitgenössische Kunst, Troyes, Frankreich
- 1993: Museum für moderne und zeitgenössische Kunst, Nizza, Frankreich
- 1994: Champ de Mars, Paris, Frankreich; Museum für moderne Kunst, Bogota, Kolumbien
- 1995: Hongkong Museum für moderne Kunst, Hongkong, China
- 1996: Rheingarten, Köln
- 1999: Museum für moderne und zeitgenössische Kunst (MAMCO), Genf, Schweiz
- 2000: Museum für moderne Kunst, Rio de Janeiro, Brasilien
- 2002: Centre Georges Pompidou, Paris (Performance)
- 2003: Hotel des Arts, Toulon, Frankreich
- 2004: Skulpturen in Lüttich, Lüttich, Belgien
- 2005: Internationale Skulpturenbiennale Vancouver, Vancouver, Kanada
- 2007: Museum Küppersmühle, Duisburg
- 2008/09: Kunsthalle Darmstadt
- 2010: Krauthügel, Salzburg
- 2011: Blickachsen, Goethe-Universität, Frankfurt am Main, Campus Westend
- 2022: Bernar Venet 1961 - 2021. 60 Jahre Performance, Bilder und Skulpturen. Flughafen Berlin-Tempelhof, Berlin, Hangar 2 und 3[1]

## Preise (Auswahl)
- 1989: Grand Prix des Arts de la Ville de Paris
- 1996: Chevalier des Arts et Lettres
- 1997: Mitglied der Europäischen Akademie der Wissenschaften und Künste, Salzburg, Österreich
- 2005: Chevalier de la Légion d’Honneur
- 2005/2006: Robert-Jacobsen-Preis